# Векилов, Юрий Хоренович
Юрий Хоренович Векилов — российский учёный в области физики твёрдого тела, доктор физико-математических наук, профессор, соавтор научного открытия.

## Биография
Родился 11 сентября 1933 года.
Окончил Московский институт стали и сплавов (1951—1957), и работал там же: ассистент, старший преподаватель, доцент, профессор, заведующий кафедрой теоретической физики.
В 1965 году защитил кандидатскую диссертацию «Влияние дефектов кристаллического строения на внутреннее трение некоторых ионных кристаллов», в 1975 году — докторскую диссертацию: «Динамика решётки полупроводниковых кристаллов».
Область научных интересов: электронная структура и динамика решётки кристаллов, структура и транспортные свойства квазикристаллов.
Создатель научной школы. Среди его учеников — 20 кандидатов и 9 докторов физико-математических наук.
Соавтор научного открытия № 196 «Закономерности морфотропии в гомологическом ряду полупроводников при переходе изолятор-металл» (ГКНТ СССР), Диплом 196, 1978 г.
Заслуженный деятель науки РФ. Почётный работник высшего профессионального образования РФ. Почётный профессор Уппсальского университета, Швеция (2003).

### Сочинения
Труды Ю. Х. Векилова (по дате публикации):
- Векилов Ю. Х. Влияние дефектов кристаллического строения на внутреннее трение некоторых ионных кристаллов: диссертация ... кандидата физико-математических наук : 01.00.00. — М.: [б. и.], 1960. — 133 с.: ил.
- Векилов Ю. Х., Тяпунина Н. А., Шаскольская М. П. Внутреннее трение и плотность дислокаций после предварительной пластической деформации LiF // Кристаллография : журнал. — 1960. — Т. 5, вып. 6. — С. 953-955. — ISSN 0023-4761.
- Векилов Ю. Х., Кузьмин Ю. М. Пособие к упражнениям по квантовой механике / под ред. проф. А. Е. Кадышевича. — М.: [б. и.], 1971. — 87 с.: черт.
- Векилов Ю. Х., Кузьмин Ю. М. Теория электромагнитного поля: Пособие к упражнениям по курсу «Теоретическая физика». Часть 1. / под ред. проф. А. Е. Кадышевича. — М.: [б. и.], 1972. — 57 с.: ил.
- Векилов Ю. Х., Кузьмин Ю. М. Теория электромагнитного поля. Переменное электромагнитное поле. Теория относительности: Учебное пособие для упражнений по курсу "Теоретическая физика" / под ред. проф. А. Е. Кадышевича. — М.: [б. и.], 1973. — 48 с.: черт.
- Векилов Ю. Х., Кузьмин Ю. М. Статистическая физика: Пособие к упражнениям по курсу «Теоретическая физика» / под ред. проф. А. Е. Кадышевича. — М.: [б. и.], 1974. — 72 с.: ил.
- Векилов Ю. Х. Динамика решетки полупроводниковых кристаллов: диссертация ... доктора физико-математических наук: 01.04.07. — М.: [б. и.], 1976. — 261 с. : ил.
- Векилов Ю. Х., Кузьмин Ю. М. Теоретическая физика: Курс лекций. Раздел [1]: Современные теоретические и экспериментальные методы исследования электронной структуры и динамика решётки твёрдых тел / под ред. проф. А. Е. Кадышевича. — М.: [б. и.], 1979. — 68 с.: ил.
- Векилов Ю. Х., Кимлат Л. З. О переходе кристаллов инертных газов в металлическое состояние // Доклады Академии наук : журнал. — 1981. — Т. 257, № 3. — С. 590-591. — ISSN 0869-5652.
- Векилов Ю. Х., Вернер В. Д., Самсонова М. Б. Электронная структура поверхностей непереходных металлов // Успехи физических наук : журнал. — 1987. — Т. 151, № 2. — С. 341–376. — ISSN 0042-1294. — doi:10.3367/UFNr.0151.198702g.0341.
- Vekilov Yu. Kh., Verner V. D., Samsonova M. B. Electron structure of surfaces of nontransition metals (англ.) // Soviet Physics Uspekhi : journal. — 1987. — Vol. 30, iss. 2. — P. 172–192. — ISSN 0042-1294. — doi:10.1070/PU1987v030n02ABEH002814.
- Векилов Ю. Х., Умаров Г. Р., Фирсанов А. А. Влияние цезия на электронный спектр поверхности и работу выхода кремния // Журнал технической физики. — 1987. — Т. 57, вып. 2. — С. 389–390. — ISSN 0044-4642.
- Векилов Ю. Х., Умаров Г. Р., Бурмистров В. В., Фирсанов А. А. Электронная и кристаллическая структура поверхностей кремния и германия, покрытых серебром и алюминием // Доклады Академии наук : журнал. — 1987. — Т. 293, № 4. — С. 845–847. — ISSN 0869-5652.
- Векилов Ю. Х., Кузьмин Ю. М. Дифракционные и резонансные методы исследования структуры металлов и сплавов. Раздел «Динамика кристаллической решётки и электрон-фононное взаимодействие»: Курс лекций для студентов специальности 11.05. — М.: МИСИС, 1989. — 153 с.: граф.
- Векилов Ю. Х., Кузьмин Ю. М. Теоретическая физика. Раздел: теория электромагнитного поля : Учебно-методическое пособие. — М.: Издательский Дом НИТУ «МИСиС», 1998. — 133 с.
- Векилов Ю. Х., Кузьмин Ю. М., Мухин С. И. Квантовая механика: Учебно-методическое пособие. — М.: Издательский Дом НИТУ «МИСиС», 2001. — 126 с.
- Векилов Ю. Х., Кузьмин Ю. М., Мухин С. И. Статистическая физика: Учебно-методическое пособие. — М.: Издательский Дом НИТУ «МИСиС», 2001. — 76 с.
- Векилов Ю. Х., Мухин С. И., Кузьмин Ю. М. Теоретическая физика: Классическая механика: Учебное пособие для студентов специальностей 110500, 070900. — М.: «Учёба» МИСиС, 2002. — 59 с. : ил.
- Векилов Ю. Х., Кузьмин Ю. М, Мухин С. И., Муковский Я. М. Курс теоретической физики в задачах и упражнениях: Учебно-методическое пособие. — М.: Издательский Дом НИТУ «МИСиС», 2005. — 285 с.
- Векилов Ю. Х., Исаев Э. И. Квазикристаллы. Структура и свойства // Кристаллография : журнал. — 2007. — Т. 52, вып. 6. — С. 966-972. — ISSN 0023-4761.
- Векилов Ю. Х. и др. Курс теоретической физики в задачах и упражнениях: учебное пособие для студентов высших учебных заведений, обучающихся по специальностям физика металлов и Металловедение и термическая обработка металлов / под ред. Ю. Х. Векилова. — 2-е изд., испр. и доп. — М.: Учёба, 2007. — 340 с.: ил., табл.
- Векилов Ю. Х., Кузьмин Ю. М., Мухин С. И. Квантовая механика. — М.: Издательский Дом НИТУ «МИСиС», 2011. — 144 с.
- Векилов Ю. Х., Иванов И. А. Матвеева Ю. Л. и др. Электронная теория металлов: сборник задач / под ред. С. И. Мухина. — М.: Издательский Дом НИТУ «МИСиС», 2013. — 77 с. — ISBN 978-5-87623-703-3.